# Parexarnis obsoleta
Parexarnis obsoleta är en fjärilsart som beskrevs av Corti 1933. Parexarnis obsoleta ingår i släktet Parexarnis och familjen nattflyn. Inga underarter finns listade i Catalogue of Life.